# Jade O'Dowda
Jade O'Dowda (Oxford, 9 settembre 1999) è una multiplista e lunghista britannica.

## Biografia
Sorella del calciatore Callum O'Dowda, nel 2018 prende parte al suo primo campionato internazionale, i campionati mondiali under 20 di Tampere, dove si classifica settima nell'eptathlon. L'anno successivo, agli europei under 23 di Tallinn è sesta nell'eptathlon e fa parte della squadra della staffetta 4×400 metri britannica, che non riesce a superare le batterie di qualificazione.
Nel 2022 è medaglia di bronzo nell'eptathlon ai Giochi del Commonwealth di Birmingham e due settimane dopo si classifica settima ai campionati europei di Monaco di Baviera, stesso risultato che otterrà nel 2024 agli europei di Roma 2024. Sempre nel 2024 conquista il titolo di campionessa nazionale del salto in lungo sia indoor, sia all'aperto.

## Progressione

### 200 metri piani
| Stagione | Tempo | Luogo        | Data      |
| -------- | ----- | ------------ | --------- |
| 2024     | 24"82 | Loughborough | 10-7-2024 |
| 2024     | 24"82 | Roma         | 7-6-2024  |
| 2023     | 24"44 | Götzis       | 27-5-2023 |
| 2022     | 24"58 | Loughborough | 22-5-2022 |
| 2021     | 24"89 | Bedford      | 29-5-2021 |
| 2018     | 25"03 | Tampere      | 12-7-2018 |
| 2017     | 25"39 | Boston       | 16-9-2017 |
| 2016     | 25"57 | Exeter       | 17-9-2016 |
| 2015     | 26"58 | Street       | 25-4-2015 |

### 800 metri piani
| Stagione | Tempo      | Luogo             | Data      |
| -------- | ---------- | ----------------- | --------- |
| 2024     | 2'11"30    | Roma              | 8-6-2024  |
| 2023     | 2'11"90    | Götzis            | 28-5-2023 |
| 2022     | 2'12"03    | Monaco di Baviera | 18-8-2022 |
| 2021     | 2'13"94    | Tallinn           | 9-7-2021  |
| 2020     | 2'19"53(i) | Sheffield         | 5-1-2020  |
| 2018     | 2'21"40    | Firenze           | 28-4-2018 |
| 2017     | 2'26"72    | Woerden           | 27-8-2017 |

### 800 metri piani pista corta
| Stagione | Tempo      | Luogo      | Data      |
| -------- | ---------- | ---------- | --------- |
| 2021     | 2'15"68(i) | Manchester | 21-2-2021 |
| 2020     | 2'19"53(i) | Sheffield  | 5-1-2020  |
| 2018     | 2'19"53(i) | Madrid     | 27-1-2018 |

### 60 metri ostacoli
| Stagione | Tempo   | Luogo      | Data       |
| -------- | ------- | ---------- | ---------- |
| 2021     | 8"59(i) | Manchester | 21-2-2021  |
| 2020     | 8"88(i) | Sheffield  | 5-1-2020   |
| 2018     | 8"77(i) | Sheffield  | 6-1-2018   |
| 2017     | 8"93(i) | Lee Valley | 30-12-2017 |

### 100 metri ostacoli
| Stagione | Tempo | Luogo        | Data      |
| -------- | ----- | ------------ | --------- |
| 2024     | 13"70 | Roma         | 7-6-2024  |
| 2023     | 13"47 | Manchester   | 8-7-2023  |
| 2022     | 13"47 | Azusa        | 13-4-2022 |
| 2021     | 13"74 | Loughborough | 12-5-2021 |
| 2018     | 14"04 | Tampere      | 12-7-2018 |
| 2017     | 14"46 | Bedford      | 18-6-2017 |

### Salto in alto
| Stagione | Misura    | Luogo             | Data      |
| -------- | --------- | ----------------- | --------- |
| 2024     | 1,83 m    | Roma              | 7-6-2024  |
| 2023     | 1,86 m    | Bydgoszcz         | 22-7-2023 |
| 2022     | 1,80 m    | Monaco di Baviera | 17-8-2022 |
| 2021     | 1,76 m(i) | Manchester        | 21-2-2021 |
| 2020     | 1,78 m(i) | Sheffield         | 5-1-2020  |
| 2018     | 1,74 m(i) | Sheffield         | 6-1-2018  |
| 2017     | 1,55 m    | Woerden           | 26-8-2017 |
| 2016     | 1,70 m    | Horspath          | 30-4-2016 |
| 2015     | 1,70 m    | Marlow            | 16-5-2015 |
| 2014     | 1,69 m    | Birmingham        | 12-7-2014 |

### Salto in lungo
| Stagione | Misura    | Luogo      | Data      | Rank. Mond. |
| -------- | --------- | ---------- | --------- | ----------- |
| 2024     | 6,55 m    | Manchester | 30-6-2024 |             |
| 2023     | 6,51 m    | Manchester | 9-7-2023  | 104ª        |
| 2022     | 6,34 m    | Bedford    | 29-5-2022 | 209ª        |
| 2022     | 6,34 m    | Chelmsford | 2-5-2022  | 209ª        |
| 2021     | 6,14 m    | Tallinn    | 9-7-2021  | 469ª        |
| 2020     | 6,16 m(i) | Sheffield  | 16-2-2020 | 284ª        |
| 2019     | 5,76 m(i) | Sheffield  | 17-2-2019 | 1783ª       |
| 2018     | 6,24 m    | Bedford    | 17-6-2018 | 271ª        |
| 2017     | 6,00 m    | Boston     | 17-9-2017 | 678ª        |
| 2016     | 5,83 m    | Exeter     | 18-9-2016 | 1193ª       |
| 2015     | 5,03 m(i) | Lee Valley | 4-1-2015  | –           |
| 2014     | 5,06 m(i) | Sheffield  | 8-3-2014  | –           |

### Getto del peso
| Stagione | Misura     | Luogo     | Data      |
| -------- | ---------- | --------- | --------- |
| 2024     | 13,18 m    | Roma      | 27-4-2024 |
| 2023     | 13,40 m    | Götzis    | 27-5-2023 |
| 2022     | 13,44 m    | Bedford   | 28-5-2022 |
| 2021     | 13,34 m    | Londra    | 6-6-2021  |
| 2020     | 12,38 m(i) | Sheffield | 5-1-2020  |
| 2019     | 12,36 m(i) | Sheffield | 17-2-2019 |
| 2018     | 12,33 m    | Tampere   | 12-7-2018 |
| 2017     | 11,31 m    | Woerden   | 26-8-2017 |

### Lancio del giavellotto
| Stagione | Misura  | Luogo   | Data      |
| -------- | ------- | ------- | --------- |
| 2024     | 42,33 m | Roma    | 8-6-2024  |
| 2023     | 41,78 m | Götzis  | 28-5-2023 |
| 2022     | 45,90 m | Bedford | 29-5-2022 |
| 2021     | 42,63 m | Bedford | 30-5-2021 |
| 2018     | 37,44 m | Firenze | 27-4-2018 |
| 2017     | 35,51 m | Woerden | 27-8-2017 |

### Eptathlon
| Stagione | Punteggio | Luogo   | Data      | Rank. Mond. |
| -------- | --------- | ------- | --------- | ----------- |
| 2024     | 6314 p.   | Roma    | 8-6-2024  |             |
| 2023     | 6255 p.   | Götzis  | 28-5-2023 | 18ª         |
| 2022     | 6224 p.   | Bedford | 29-5-2022 | 17ª         |
| 2021     | 6044 p.   | Bedford | 30-5-2021 | 43ª         |
| 2018     | 5660 p.   | Tampere | 13-7-2018 | 106ª        |
| 2017     | 5442 p.   | Boston  | 17-9-2017 | 168ª        |

### Pentathlon pista corta
| Stagione | Punteggio  | Luogo      | Data      | Rank. Mond. |
| -------- | ---------- | ---------- | --------- | ----------- |
| 2021     | 4262 p.(i) | Manchester | 21-2-2021 | 28ª         |
| 2020     | 4238 p.(i) | Sheffield  | 5-1-2020  | 32ª         |
| 2018     | 4016 p.(i) | Madrid     | 27-1-2018 | 88ª         |

## Palmarès
| Anno                                  | Manifestazione          | Sede       | Evento     | Risultato | Prestazione | Note                          |
| ------------------------------------- | ----------------------- | ---------- | ---------- | --------- | ----------- | ----------------------------- |
| In rappresentanza della Gran Bretagna |                         |            |            |           |             |                               |
| 2018                                  | Mondiali U20            | Tampere    | Eptathlon  | 7ª        | 5660 p.     |                               |
| 2021                                  | Europei U23             | Tallinn    | Eptathlon  | 6ª        | 6002 p.     |                               |
| 2021                                  | Europei U23             | Tallinn    | 4×400 m    | Batteria  | 3'34"99     |                               |
| 2022                                  | Europei                 | Monaco     | Eptathlon  | 7ª        | 6187 p.     |                               |
| 2024                                  | Europei                 | Roma       | Eptathlon  | 7ª        | 6314 p.     | Miglior prestazione personale |
| 2024                                  | Giochi olimpici         | Parigi     | Eptathlon  | 10ª       | 6280 p.     |                               |
| 2025                                  | Europei indoor          | Apeldoorn  | Pentathlon | 4ª        | 4751 p.     | Miglior prestazione personale |
| In rappresentanza dell' Inghilterra   |                         |            |            |           |             |                               |
| 2022                                  | Giochi del Commonwealth | Birmingham | Eptathlon  | Bronzo    | 6212 p.     |                               |

## Campionati nazionali
- 1 volta campionessa britannica assoluta del salto in lungo (2024)
- 1 volta campionessa britannica assoluta del salto in lungo indoor (2024)

2018
- Eliminata in batteria ai campionati britannici assoluti indoor, 60 m ostacoli - 8"96
- 11ª ai campionati britannici assoluti indoor, salto in lungo - 5,67 m
- Eliminata in batteria ai campionati britannici assoluti, 100 m ostacoli - 14"19
- 10ª ai campionati britannici assoluti, salto in lungo - 6,14 m

2020
- Argento ai campionati britannici assoluti di prove multiple indoor, pentathlon pista corta - 4238 p.

2024
- Oro ai campionati britannici assoluti indoor, salto in lungo - 6,19 m
- 11ª ai campionati britannici assoluti indoor, getto del peso - 12,74 m
- Oro ai campionati britannici assoluti, salto in lungo - 6,55 m